# Nidífuga

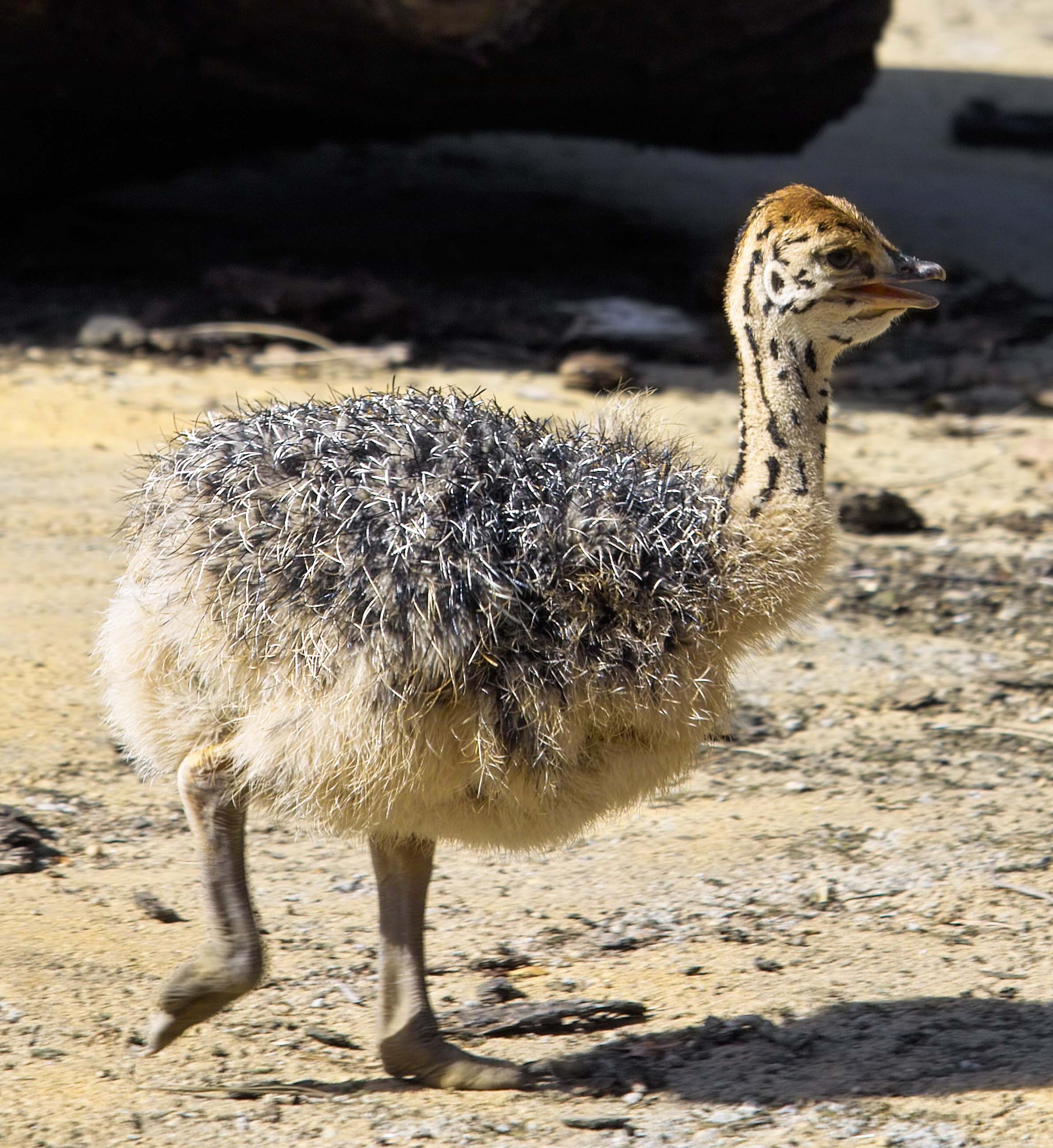
Les cries d'estruç són nidífugues

En biologia, el terme nidífuga es refereix als organismes que abandonen el niu poc després de l'eclosió de l'ou o dels naixement. El terme deriva dels termes llatins nidus (niu) i fugere (fugir). La terminologia s'empra sovint per descriure els ocells i va ser introduïda per Lorenz Oken el 1816. Els polls d'ocells de moltes famílies, com les dels limícoles, els ànecs i les gallines, solen ser nidífugues.
Els ocells nidífugues posseeixen en néixer un estat de desenvolupament avançat, sent capaços de portar una vida independent dels seus progenitors. En general, deixen el niu tan bon punt com surten de l'ou, sent capaços de moure's i de controlar la seva temperatura.
Els megapòdids són particularment nidífugues, podent volar poc després de sortir de l'ou. Néixen amb els ulls oberts, coordinació motora i força, plomes a les ales i plomissol en el cos, poden córrer, perseguir preses i en algunes espècies volar des del mateix dia en què trenquen la closca.
Els pollets nidífugues tenen en general una taxa de creixement inferior (35%) a la dels pollets nidícoles. Excepte el cas dels megapòdids, en la resta de les espècies nidífugues els pollets són objecte de cures parentals, fora del niu. Aquestes espècies pertanyen als ordres anseriformes, gal·liformes, podicipediformes i a la família dels ràl·lids i inclouen també als ocells limícoles.
El terme nidífuga s'utilitza de vegades com a sinònim de precoç, ja que totes les espècies nidífugues són precoces. Tanmateix, no tots els ocells precoços surten del niu; alguns poden quedar-s'hi i, per tant, es consideren nidícoles més que no pas nidífugues. Moltes gavines i xatracs, per exemple, són precoces i nidícoles (o semi-nidifugues) alhora. Tot i que en néixer els seus pollets no posseeixen una mobilitat completa, de seguida es desplacen pels voltants del niu i acudeixen a aquest quan vénen els pares a alimentar-los.